# Јасмин
Јасмин (Jasminum) је род који припада породици маслина (Oleaceae), а име потиче из Персије. Постоји двадесетак врста јасмина, које су прилагођене топлијој клими. Јасмин је биљка која се узгаја највише због карактеристичног мириса њеног цвета. Цвета зими, и то у периоду од јануара до марта, и у кућу се може унети само током цветања. Јасмин је најбоље чувати у стакленику, јер му се на тај начин продужава животни век. У случају да се не чува у стакленику, биљка може да се баци одмах после цветања. 
Јасмин је биљка пењачица и најчешће се продаје обмотана око жичаног обруча. Може да нарасте до 4,5 метра. Веома брзо расте и пушта изданке. 
Jasminum officinale је врста јасмина која је карактеристична по томе што цвета лети. Због тога је она позната вртна биљка. Jasminum polyanthum је собна врста јасмина која потиче из Кине. Одатле је у Европу донета 1981. године.

## Узгајање и употреба
Јасмин се највише узгаја због лепоте његовог цвета, којима улепшава баште, и може да се користи као кућна биљка. Карактеристичност везана за јасминов цвет је што се он отвара само током ноћи. Цвет се може убрати у рано јутро, док је цвет још затворен. Затим се може чувати на хладном месту до ноћи. Цвет ће почети да се отвара између 6 и 8 сати увече, када температура почне да пада.
Јасмин се користи као чај, сируп, етерично уље или као елемент парфема.